# Rivula sericealis
Rivula sericealis — вид метеликів з родини еребід (Erebidae).

## Поширення
Вид досить поширений в Палеарктиці — Європі, Північній Африці та Азії на схід до Японії. Живе в різних середовищах існування. До них відносяться вологі трав'янисті ландшафти, рудеральні ділянки, рідколісся, вільхові болота та населені пункти.

## Зовнішній вигляд
Метелики досягають розмаху крил від 18 до 22 міліметрів. Вони мають світло-жовтуваті передні крила, які мають шовковистий блиск і злегка затемнені перед краєм. Ниркове рильце темне, двоядерне з чорним. Поперечні лінії буруваті, але часто слабо виражені. Задні крила від біло-сірого до сірого. Щупики злегка загнуті догори, є хоботок.

## Спосіб життя
Метелики літають у сутінках і вночі, іноді вдень. Є два покоління на рік, літаючи з кінця травня до початку липня та з середини липня до початку жовтня. Наскільки пізньолітні молі належать до третього покоління, але це потребує подальшого уточнення. Вдень вони люблять відпочивати на травинках, зазвичай сидячи головою вниз. Їх легко приваблює штучне освітлення. Гусениці харчуються різноманітними травами і зимують.